# Дьяковская культура
Дьяко́вская культу́ра — археологическая культура раннего железного века, существовавшая в VII в. до н. э. — V в. н. э. на территории Тверской, Вологодской, Владимирской, Московской, Ярославской, Ивановской, Костромской и Смоленской областей России.
Название культура получила по Дьякову городищу у села Дьяково (ныне в Москве, в черте музея-заповедника «Коломенское»). Его раскопки начались в 1864 году Д. Я. Самоквасовым и затем в 1889 году продолжены В. И. Сизовым. Общая характеристика культуры сформулирована в 1903 году А. А. Спицыным.
Наряду с более восточной городецкой культурой (предки муромы, мещеры и мордвы) дьяковская культура происходит от культуры текстильной керамики (поздний бронзовый век). Раннее население дьяковских городищ считается финно-угорским, с начала нашей эры (позднедьяковская культура) — смешанным финно-угорским (меря, весь) и балтским. После вливания индовропейского элемента (в лице балтов) культура испытала качественный скачок в своём развитии (подробнее см. ниже).

## Локальные варианты
П. Н. Третьяков выделяет 4 группы внутри дьяковской культуры:
- Валдайская;
- Верхневолжская;
- Волго-Окская;
- Верхнеокская.

## Хозяйство
Основными занятиями дьяковского населения были скотоводство, причём в первую очередь разводились лошади (на мясо, впоследствии также стали использоваться для верховой езды; но не как тягловый скот).  Также разводились коровы, свиньи. Селекция скота не производилась, скот был малорослым.
Значительную роль в хозяйстве играла также охота: поскольку дьяковцы селились по берегам рек, то окрестные леса оставались незаселёнными и предоставляли широкие возможности для неё. Охотились на лося, оленя, медведя, кабана, косулю, тетерева, рябчика — ради мяса, а также на пушных зверей (прежде всего бобра, также куницу, лису, выдру), причём шкурки служили экспортным товаром. Для охоты на мелкого пушного зверя использовались специальные стрелы с тупым наконечником (чтобы не попортить шкурку). По оценке Н. Кренке, из диких зверей наиболее был востребован бобр, из дичи — глухари и тетерева, из рыбы — щука и сом (не редкость останки гигантских 2-метровых особей).
Применительно к периоду до нашей эры крайне примитивное земледелие только начинало развиваться и носило вспомогательный характер. Существует мнение об его подсечно-огневом характере, но Д. А. Авдусин считает это невозможным, так как для подсечного земледелия необходимо большое количество топоров, которые на дьяковских городищах достаточно редки. Возделывались (мотыгами) в основном мысы и участки коренного берега, тогда как заливные и пойменные луга использовались под пастбища.
К концу существования культуры значение земледелия увеличилось: возделывали просо, ячмень и пшеницу, а также коноплю (как в пищу, так и для волокна) и лён, которые теперь уже занимали значительное место в хозяйстве дьяковцев. Предпринятая на Дьяковом городище в 1980-е годы промывка грунта выявила тысячи зёрен культурных злаков. Это позволило учёным сделать вывод, что земледелие в хозяйстве дьяковцев первых веков нашей эры играло роль не меньшую, чем животноводство.

## Общество и поселения
Дьяковцы жили родовым строем. Каждый род, состоявший из нескольких больших семей и насчитывавший в среднем около сотни человек, жил в особом городище небольшого размера (1000-3000 м²); стада скота, содержавшиеся в общем загоне, составляли родовую собственность и главное родовое богатство. Имущественной дифференциации не наблюдается. По всей видимости, группа из нескольких родовых общин составляла племя.
Городища дьяковцев строились на берегах рек (например, такое городище было и на месте Московского Кремля). Городища воздвигались на высоких берегах рек; как правило для этого использовалось место, где в реку впадает другая речка или хотя бы есть овраг, образующие треугольный мыс; таким образом, дьяковское городище имело треугольную форму и с двух сторон было защищено природными преградами. Первоначально городища укреплялись слабо, только рвом и частоколом с напольной (открытой) стороны. Примерно с IV в. до н. э. (время распространения железа и, видимо, увеличения богатств родов, провоцировавших грабительские набеги) — укрепления усиливаются. Городища обносят валами, а с напольной стороны, как правило, и двумя рядами валов со рвом между ними; Кунцевское городище было окружено даже тройной линией валов и частоколов. На некоторых городищах, вместо частоколов устраивают бревенчатые стены, служившие одновременно хозяйственными и жилыми постройками. В городище проживало от 50 до 200 человек. По берегам рек городища довольно часты, но за пределами речных долин дьяковцы не жили, так что плотность населения в дьяковскую эпоху была низкой. Так, на всей территории современной Москвы известно 10 городищ, то есть на эту территорию площадью более 1000 км². приходилось около 1000 человек (считая в среднем 100 человек на городище). Жители городища осваивали территорию примерно в радиусе 3 км от него, где у них были охотничьи угодья, пастбища, поля, впоследствии и селища, в том числе сезонные (места доек, полевые станы).
Жилищами служили в раннюю эпоху — круглые полуземлянки с коническими крышами, затем до нашей эры — длинные дома, относительно большие (площадь 50 — 70 м², длина 20 — 30 метров). В городище было несколько таких домов, в каждом из которых проживала большая семья. Строились дома (как срубные, так и столбовые) из плетней, обмазанных глиной; ямы опорных столбов хорошо видны в культурном слое. Дом делился на 3 — 5 помещений: холодное (типа сеней) и теплые комнаты, в центре которых располагался каменный или глинобитный очаг; наименее вместительные помещения, возможно, предназначались для скота. Пол либо подсыпали песком, либо обмазывали глиной, либо устилали чем-то вроде циновок из травы. В последние века существования культуры на смену большим длинным домам пришли небольшие (около 20 м².) квадратные в плане постройки из тонких брёвен, закрепленных на опорных столбах. Кроме жилых домов, в городище были также хозяйственные постройки — хлева и амбары. В некоторых городищах находят кузницы и дома, где собирались женщины для прядения и ткачества (Березняки, в Ярославской области).
Троицкое городище под Можайском, занимавшее не менее 3 тыс. м²., стало первым полностью раскопанным поселением дьякова типа. Эта археологическая кампания 1956—1960 годов существенно продвинула знание дьяковской культуры, позволив установить её верхнюю хронологическую границу. Первоначальное устройство городища уникально: вместо отдельных домов там была сплошная кольцевая деревянная галерея, внешняя сторона которой служила оборонительной стеной; половину этой галереи занимала хозяйственная часть, половину — жилая, причём каждая семья жила в отдельном помещении, отгороженном стенкой (так называемые «жилые стены»). Впрочем, это городище было сожжено во время набега, после чего возобновилось уже с обычными семейными домами.
В начале нашей эры при городищах появляются неукрепленные селища: так, например, у Дьякова городища было два селища — «Выгон» и «Чертов городок». Только в долине Москвы-реки открыто не менее 80 городищ, а селищ — ещё больше. По оценке Н. Кренке, в первые века нашей эры долина была весьма густо заселена, а городища отстояли друг от друга всего на несколько километров. Спорово-пыльцевой анализ показывает, что москворецкие городища были окружены полями, а леса около поселений подверглись вырубке.

## Материальная культура

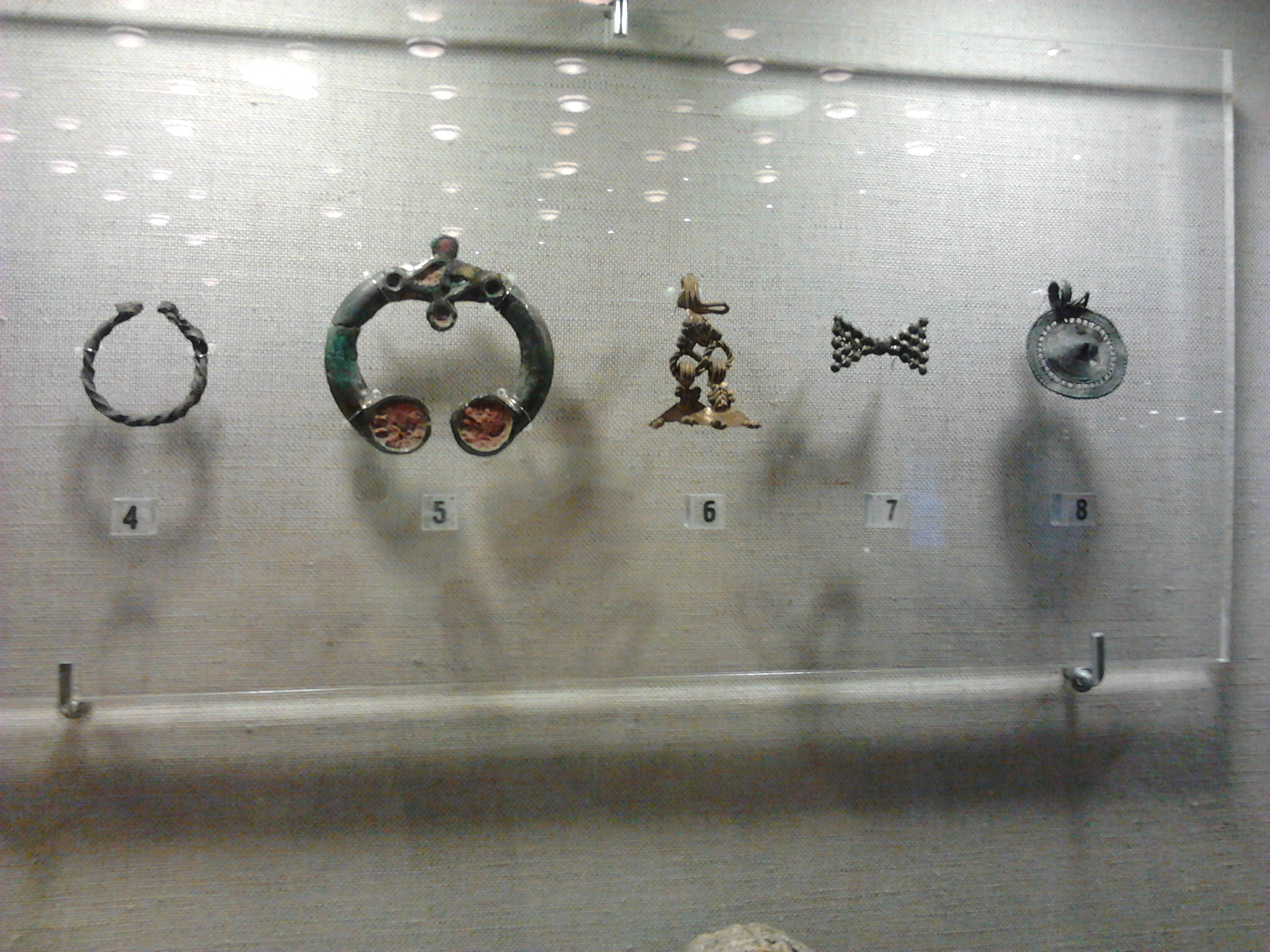
Фибулы (4,5) и украшения (6,7,8) эпохи Дьяковской культуры. Музей археологии Москвы

Для дьяковской культуры характерны так называемая «текстильная» лепная керамика и «шумящие» украшения с многочисленными бубенчиками. В начале развития орудия бронзовые, потом они сменяются железными; цветные же металлы шли на украшения. Но вообще металла было мало (видимо, он дорого ценился), зато широко использовались орудия из кости, а на ранних этапах культуры ещё использовался и камень. Лишь к концу периода костяные орудия вполне вытесняются металлическими. Несомненно, большую роль в быту играли предметы из дерева, которые, как правило, не сохраняются. В Дьякове городище найдены, однако, деревянная ложка и дно берестяного туеса.

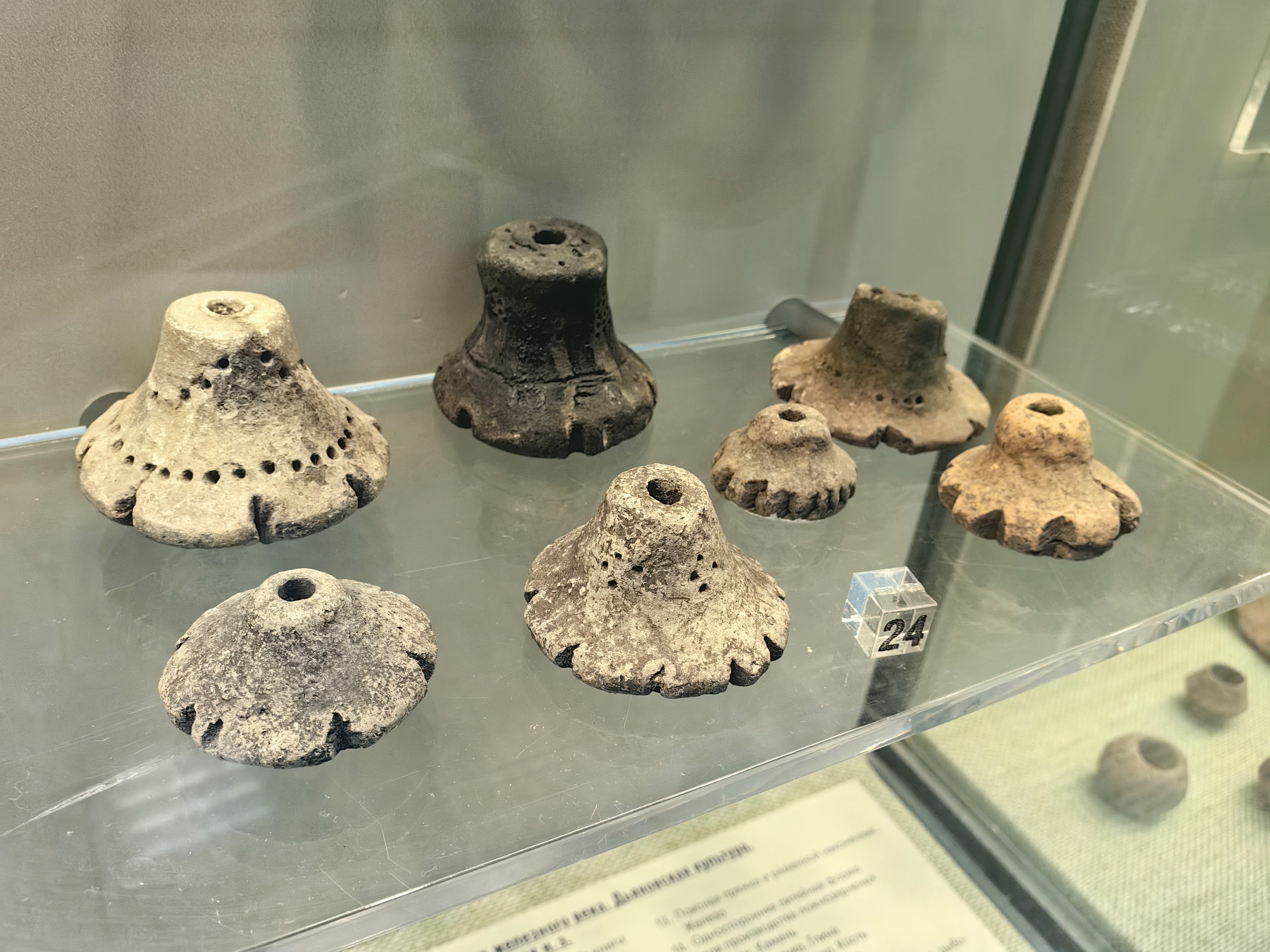
Грузики «дьякова типа». Музей археологии Москвы

Специфичны для дьяковской культуры глиняные грузики неясного назначения. Они имеют конусовидную форму, с внутренним каналом, на котором часто заметны следы потертостей и даже нитей. Основания всегда фигурное, украшенное рубчиками. Поверхность грузиков украшалась точечным орнаментом, линиями, насечками, свастиками, рисунками и т. д. Существует множество гипотез об их предназначении; иногда в них видят культовые предметы (вплоть до вместилищ душ умерших), но наиболее распространенная трактовка — как пряслиц (деталь вертикального ткацкого станка). Экспериментально показана возможность использования грузиков в качестве приспособления для плетения шнуров. Не менее характерны для дьяковских поселений «рогатые кирпичи» — квадратные или трапециевидные блоки из плохо обожжённой глины. Их назначение также не установлено.
В начале нашей эры в дьяковской культуре происходит качественный скачок. Он связан, возможно, с влиянием более развитых соседних племен (особенно балтских) и с тем фактом, что дьяковцы более активно включились в международный обмен, начав (как показывает костный материал) бить пушного зверя в промышленных масштабах. Так, с III в. прежнюю грубую текстильную керамику сменяет более совершенная чернолощёная (под балтским влиянием), появляются крышки сосудов и даже сковородки. Ассортимент костяных изделий резко сокращается, и под конец они вовсе исчезают; они вытесняются железом, в обработке которого дьяковские кузнецы достигли заметных успехов, так что под конец насчитывают уже 22 наименования изготовлявшихся ими железных изделий. Развивается ювелирное искусство, с того же III в. широко распространяются бронзовые украшения, орнаментированные разноцветной выемчатой эмалью (характерные для Восточной Европы той эпохи); появляются специфически дьяковские ювелирные изделия: бантиковидные нашивные бляшки, серьги с трапециевидными подвесками, украшенные парными шариками зерни, ажурные застежки-сюльгамы. На Кунцевском городище была найдена игрушечная льячка (ложечка для залива металла).
В качестве предметов импорта, поступавших в обмен на меха, в первые века нашей эры распространялись, в частности, римские стеклянные бусы, а на Троицком городище была найдена римская фибула I в. н. э. с надписью «avcissa» — самая северная из находок такого рода. Вещи из Средиземноморья поступали к дьяковцам через скифов, впоследствии сарматов, которые вообще оказали определённое влияние на дьяковскую культуру, в частности своим звериным орнаментом; костяные дьяковские стрелы представляют по форме подражание скифским бронзовым.

## Духовная культура
Если более ранняя фатьяновская культура оставила могильники без поселений, то дьяковская культура — наоборот: при обилии поселений до середины 1930-х годов захоронения вообще не были известны.
Покойников кремировали и хоронили группами в так называемых «домиках мёртвых». Следы первого из них были обнаружены в 1930-е годы П. Н. Третьяковым в Березняках на Волге близ Рыбинска, второго — чуть позже близ Саввино-Сторожевского монастыря под Звенигородом. В эти погребальные сооружения — обычно небольшие (примерно 5 × 4 м.) полуземлянки — складывали кости после трупосожжения (вместе с остатками погребального инвентаря и бронзовых «шумящих украшений»). В конце XX века А. Н. Башенькин значительно расширил представления о погребальном обряде дьяковцев, обнаружив в дополнение к двум указанным десятки подобных объектов на Вологодчине. Обычно выявленные им «домики» располагались на возвышении где-то в 50 метрах от (расположенного чуть ниже) поселения и на протяжении многих поколений функционировали как своего рода коллективные мавзолеи при них; в том же районе выявлены более ранние грунтовые погребения. Существует предположение, что такие «домики смерти», находимые в лесной глуши первыми славянскими поселенцами, послужили основой для устрашающей сказочной избушки Бабы Яги на курьих ножках.
Вместе с останками людей дьяковцы сжигали останки принадлежавших им животных, а потом наиболее крупные кости переносили в «домик мёртвых» и размещали в специальной урне. Как показал Н. А. Кренке, кости сжигались без мягких тканей, то есть перед сожжением покойники были скелетированы. Среди праха часто находят шарики оплавленного серебра — свидетельство того, что вместе с костями сжигались и украшения покойного. Кренке полагает, что после разложения мягких тканей костные останки извлекались из земли и подвергались кремации. В 2011 году во рву на Городище (территория Костромы) зафиксировано безынвентарное (по-видимому, ритуальное) погребение (ингумация) женщины, жившей на рубеже нашей эры; это наиболее раннее трупоположение в районе дьяковской общности. Возможно, останки этой женщины просто забыли извлечь из земли для последующей кремации.
Свидетельств духовной жизни дьяковцев немного, и они плохо поддаются истолкованию. Это миниатюрные глиняные зооморфные фигурки, а также костяные поделки с изображениями животных, несущие отпечаток влияния скифского «звериного стиля». Явно предметами культа служили глиняные женские статуэтки; среди характерных признаков дьяковского искусства отмечаются также символы в виде двух соединённых вершинами треугольников, накладки и наконечники поясов с тамгообразными знаками и стилизованными человеческими фигурками — так называемыми «пляшущими человечками», среди которых постоянно повторяется образ фигуры с высоко поднятыми вверх руками. А. Н. Башенькин особо отмечает изображения медведя и утки, которые сопоставляет с данными этнографии, согласно которой оба животных служили особым предметом поклонения финно-угров: медведь — как «хозяин леса», утка — как прародительница всего сущего, снёсшая мировое яйцо. Кроме того, у финнов считалось, что птица уносит душу умершего, с чем тот же автор связывает находимые в «домиках мертвых» подвески в виде летящей птицы.
Лингвистами установлено влияние балтской мифологии на эрзянскую в образах громовика Пурьгине-паза (ср. Перкунас), Йондол-бабы (ср. Додола) и т. д. Вероятно, это влияние следует связывать именно с дьяковской эпохой.

## Физический облик дьяковцев
Антропологический облик дьяковцев неясен, так как несколько разрозненных обгоревших костей, дошедших из двух погребений, не могут дать на этот счет определённых указаний. Татьяна Алексеева отмечает монголоидную примесь в черепах позднейшего славянского населения региона — вятичей и поволжских кривичей, в основу антропологического типа которых, по её мнению, лёг в результате ассимиляции дославянский тип. При этом вятичей она определяет как людей грацильного сложения, невысокого роста, узколицых долихокефалов; они имели плоские скулы и мало выступающий нос, и по антропологическому типу практически не отличались от мордвы-эрзя. А. С. Сыроватко и А. Я. Елистратов попытались восстановить физический облик дьяковцев по отпечаткам пальцев на керамике, используя методику, принятую в криминалистике. В результате они пришли к выводу, что дьяковцы были людьми грацильного телосложения: худощавыми и невысокого роста.

## Происхождение и этническая принадлежность
Дьяковская и городецкая культуры возникли на основе культуры текстильной (сетчатой) керамики, существовавшей в Волго-Окском междуречье и на Верхней Волге в эпоху поздней бронзы. В этноязыковом отношении население дьяковской культуры было изначально финно-угорским.
В первые века нашей эры на финно-угорский субстрат накладывается балтский элемент в результате продвижения на северо-восток с территории верхнеокской, а затем мощинской культуры так называемых днепровских балтов. Носителей дьяковской культуры обычно считают предками племён мери и веси, тогда как племена родственной ей городецкой культуры были предками муромы, мещеры и мордвы.

## Упадок и исчезновение
С середины I тыс. н. э. (эпоха великого переселения народов) дьяковская культура приходит в упадок: сначала местные «шумящие» украшения замещаются украшениями черняховского типа (возможно, привозными), на городищах неуклонно растёт доля «импортных» металлических изделий, а с VIII века местные артефакты исчезают полностью. При этом никаких признаков вражеского нашествия или иной внешней катастрофы не наблюдается.  К VI веку вся территория от Средней Оки на юге до Верхней Волги на севере была заселена балтоязычными племенами. Финно-угорское население дьяковской культуры было вытеснено в восточную часть Волго-Окского междуречья и на север от Волги. «Повесть временных лет», описывая ситуацию в конце I тысячелетия, отмечает мерю — в районе Ростова, весь — на Белоозере, мурому — в Муроме.
Согласно традиционному взгляду, в IX—X веках земли дьяковцев заселяют кривичи и другие племена славян. К моменту их прихода территория Подмосковья уже несколько столетий (300—400 лет) находилась в относительном запустении: былые поселения были оставлены либо их население сильно сократилось; археологические памятники представлены в основном могильниками. Констатируя оскудевание археологического материала, А. С. Сыроватко про население региона в VII—IX веках говорит: «Если здесь кто-то и жил, то очень хорошо прятался». К моменту прихода славян поля, которые возделывали дьяковцы, вновь заросли лесами.
Археологически между исчезновением дьяковцев и появлением славян наблюдается перерыв в 200—300 лет, то есть преемственность между ними отсутствует. О древнем финском населении Подмосковного региона до сих пор напоминают гидронимика и топонимика. Сохранение финских названий рек заставляло гипотетически продлевать существование культуры до X века, предполагая, что славяне застали какое-то остаточное финское население и, видимо, ассимилировали его. В период «борьбы с космополитизмом» Арциховский А. В. писал о славянском происхождении части дьяковских городищ, однако к настоящему времени эти представления устарели.
Академик В. В. Седов отстаивал гипотезу раннего проникновения славян в Верхневолжье: как минимум с V века, предположительно под влиянием нашествия гуннов. В его трактовке свидетельствами «первой волны славянского переселения» являются находимые в позднедьяковских слоях височные кольца, близкие позднейшим кольцам кривичей. В конце жизни Седов определял мерянскую культуру VI—IX вв. в волго-клязменском междуречье как смешанную финско-славянскую.

## Памятники археологии

### Москва
- Дьяково городище
- Кунцевское городище
- Мамоново (Андреевское) городище
- Сетуньское городище
- Тушинское городище
- Спас-Тушинское городище
- Нижнекотловское городище
- Капотнинское городище

### Московская область
- Наро-Фоминское городище
- Щербинское городище
- Пущинское городище
- Старосъяновское городище
- Ильинское городище
- Услукино (городище)
- Радонежское городище

### Другие регионы
- Кикинское городище
- Березняки (городище)
- Синьковское городище
- Городище (Кострома)